# Jean-Antoine Petipa

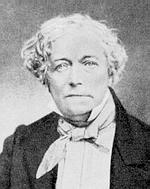
Jean-Antoine Petipa

Jean-Antoine-Nicolas Petipa (Parijs, 16 februari 1787 – Sint-Petersburg, 28 juli 1855) was een Franse balletdanser en de vader van Marius Petipa.

## Biografie
Als achtjarige knaap nam Petipa deel aan een productie van het ballet Psyché van Pierre Gardel, waarvan de vorige editie al vijf jaar geleden had plaatsgevonden in de Opéra de Paris. Wij kennen zijn debuutomstandigheden vanwege programmaboekjes van balletten, en vanwege een petitie van zijn vader naar de minister van Binnenlandse Zaken toe uit 1799, waarin Petipa’s vader vraagt om een jaar verlof vanwege zijn kinderen, die studeerden aan de dansschool van de Opéra. Kort daarna werd de kleine Petipa opgenomen in de dansgroep van Filippo Taglioni, waarmee hij vanaf 1807 doorheen Europa reisde. De groep verbleef van 1810 tot 1812 in Kassel, maar verliet de stad toen de Fransen Pruisen binnenvielen tijdens de veldtocht van Napoleon naar Rusland. Op zoek naar nieuwe betrekkingen, trok de groep naar Wenen en Napels.
Tijdens het 1813/1814 seizoen werd Petipa in Lyon aangenomen als balletmeester. Hij ontving er prins Karel XIV Johan van Zweden en diens balletgroep. Daarna ging hij aan de slag aan het ballet van het Théâtre-Français te Hamburg. In januari 1814 trok Petipa naar Brussel met zijn groep, waar ze een aantal voorstellingen organiseerden. Daarna trok hij naar Parijs vanwege de heropening van het Théâtre de la Porte Saint-Martin, waar hij als danser aan de slag ging. Hij werkte er mee aan balletten zoals Les Six ingénus (Louis Alexandre Piccinni) en Le Berger de la Sierra Morena (1815).
Tijdens zijn engagement als balletmeester bij het Theater van Marseille werd Petipa vader van de jongens Lucien (1815) en Marius (1818). In 1819 werd hij terug naar Brussel geroepen om er balletmeester van de Koninklijke Muntschouwburg te worden. Hij bleef er tot 1831. Daarna werd hij gevraagd in Lyon, Marseille en Bordeaux, maar in 1833 keerde hij terug naar Brussel. Twee jaar later vertrok hij opnieuw naar Bordeaux, waar zijn zoon Lucien een positie als premier danseur verkregen had. In 1839 vertrok de familie naar de Verenigde Staten, waar ze een succesvolle tour volbrachten. Tussen 1841 en 1843 keerden zij opnieuw terug naar Brussel, waar Petipa nieuwe balletten op de planken bracht. In 1847 vestigden Petipa en zijn zoon Marius zich in Sint-Petersburg. Petipa werd er leerkracht aan de Keizerlijke Dansschool, terwijl Marius er een zeer succesvolle loopbaan uitbouwde die zou leiden tot internationale bekendheid.
Petipa leidde er onder meer Lev Ivanov, Pavel Gerdt en Timofey Stukolkin op.

## Belangrijkste balletten
- Les Six ingénus, naar Louis Duport (Brussel, 15 september 1814)
- Le Berger de la Sierra Morena, ou les Ruses d'amour (Parijs, 16 februari 1815)
- La Naissance de Vénus et de l'Amour, naar Jean-Baptiste Blache (Marseille 1817)
- La Kermesse (Brussel, 1 september 1819)
- Clari, after Louis Milon (Brussel, 23 december 1821)
- Monsieur Deschalumeaux (Brussel, 24 februari 1822)
- Psyché et l'Amour, after Pierre Gardel (Brussel, 19 januari 1823)
- Les Amours de Vénus ou le Siège de Cythère, naar Coindé (Brussel, 23 februari 1824)
- Jenny ou le Mariage secret (Brussel, 23 januari 1825)
- Frisac ou la Double noce (Brussel, 13 februari 1825)
- Le Cinq juillet, ou l'Heureuse journée (Brussel, 9 July 1825)
- Monsieur de Pourceaugnac (Brussel, 5 februari 1826)
- Jocko ou le Singe du Brésil (Brussel, 14 december 1826)
- Gulliver, naar Jean Coralli (Brussel, 22 februari 1827)
- Les Petites Danaïdes, ou Quatre-vingt-dix-neuf victimes (Brussel, 18 februari 1828)
- Les Enchantements de Polichinelle, ou le Talisman (Brussel, 8 maart 1829)
- La Tarentule, naar Jean Coralli (Brussel, 17 september 1841)